# Іст-Сагуаріта
Іст-Сагуаріта (англ. East Sahuarita) — переписна місцевість в окрузі Піма, штат Аризона, США.

## Демографія
Станом на липень 2007 на території мешкало 1666 осіб.
Чоловіків — 824 (49.5 %);

Жінок — 842 (50.5 %).
Медіанний вік жителів: 31.6 років;
по Аризоні: 34.2 років.

### Доходи
Розрахунковий медіанний дохід домогосподарства в 2009 році: $33,504 (у 2000: $33,083);
по Аризоні: $48,745.
Розрахунковий дохід на душу населення в 2009 році: $14,045.
Безробітні: 2,5 %.

### Освіта
Серед населення 25 років і старше:
Середня освіта або вище: 68,3 %;

Ступінь бакалавра або вище: 3,3 %;

Вища або спеціальна освіта: 1,3 %.

### Расова / етнічна приналежність
Латиноамериканців — 1,050 (70.5 %);

 Білих — 439 (29.5 %).

## Нерухомість
Розрахункова медіанна вартість будинку або квартири в 2009 році: $141,782 (у 2000: $69,600);
по Аризоні: $187,700.
Медіанна орендна плата в 2009 році: $673.